# Petrus Salenius
Petrus Salenius, född 16 april 1690 i Uppsala församling, Uppsala län, död 1753, var en svensk borgmästare och riksdagsman.

## Biografi
Petrus Salenius föddes 1690 i Uppsala församling som son till professorn Johan Salenius (1652–1697) och Sara Gangia. Han blev 1733 borgmästare i Falun. Salenius avled 1753.
Salenius var riksdagsledamot för borgarståndet i Falun vid riksdagen 1734, riksdagen 1738–1739.
Salenius gifte sig 1734 med Anna Kumblæa. Hon var dotter till prosten Olof Kumblæus i Rättviks församling.